# چرخ‌ریسک تاب‌لانه چینی
چرخ‌ریسک تاب‌لانه چینی (نام علمی: Remiz consobrinus) نام یک گونه از تیره چرخ‌ریسک تاب‌لانه است.